# Romanogobio vladykovi
Romanogobio vladykovi är en fiskart som först beskrevs av Fang, 1943.  Romanogobio vladykovi ingår i släktet Romanogobio och familjen karpfiskar. IUCN kategoriserar arten globalt som livskraftig. Inga underarter finns listade i Catalogue of Life.